# Червяков, Александр Иванович (революционер)
Александр Иванович Червяков (1891—1966) — революционер-большевик, сотрудник спецслужб, советский работник.

## Биография
Родился в городе Луганске. Уже в гимназическом возрасте стал свидетелем бурных событий Первой Русской революции. Поэтому после поступления в 1909 году в Военно-медицинскую академию (Санкт-Петербург) принял активное участие в студенческом движении: подписывал протест на выступление Пуришкевича в Госдуме, участвовал в похоронах Льва Толстого. За это был исключён из академии. Вскоре ему удалось поступить на юридический факультет Московского университета, после успешного окончания которого работал по специальности в Луганске.
В марте 1917 года вступил в РСДРП(б). С июня член редколлегии газеты «Донецкий пролетарий». По поручению комитета вёл большевистскую агитацию среди выздоравливающих солдат местного госпиталя, выступал на уездном крестьянском собрании за «революционное единство рабочих и крестьян». В августе был избран городским головой Луганска.
В марте 1918 года стал народным комиссаром внутренних дел Луганского Совнаркома, с 1 апреля нарком юстиции. С 9 апреля до 3 мая 1918 года был народным комиссаром юстиции Донецко-Криворожской республики.
После отступления советских войск к Царицыну, в июне 1918, был утвержден лично Ф. Э. Дзержинским на посту председателя Северо-Кавказской окружной ЧК. Принимал активное участие в разоблачении и ликвидации местного антибольшевистского заговора[прояснить] в августе-сентябре 1918. В ноябре 1918 года ездил в Москву на совещание работников ВЧК, где В. И. Ленин выступал с докладом о необходимости союза рабочего класса со средним крестьянством. После восстановления Советской власти на Украине в 1919 вернулся туда, работал заместителем председателя Всеукраинской ЧК и членом коллегии НКВД УССР.
После окончания Гражданской войны, в 1921 году, был направлен на партийную работу в Житомир. В 1921 некоторое время работал в Комиссии по борьбе с голодом в Запорожье. В 1922 был избран членом ВУЦИК, с 1923 — на ответственной советской работе.
С началом Великой Отечественной войны вступил добровольцем в народное ополчение Москвы, участвовал в боях. Позже находился на службе в штабе тыла Красной Армии, в отдельном управлении 3-й ударной армии, был награжден орденом Красного Знамени.
После войны в 1947 году перешёл на преподавательскую работу, выпустил монографию «1917 год в Луганске» и защитил кандидатскую диссертацию по истории.
Скончался в декабре 1966 в Москве.

### Комментарии
1. ↑  По другим данным, Царицынская ЧК активно содействовала кампании Сталина против военных специалистов, назначенных из Центра (см. Царицынский конфликт). Действия чекистов под руководством Червякова отличались самоуправством и жестокостью[1].